# Stazione meteorologica di Campolieto
La stazione meteorologica di Campolieto è la stazione meteorologica di riferimento per la località di Campolieto.

## Coordinate geografiche
La stazione meteo si trova nell'Italia meridionale, in Molise, in provincia di Campobasso, nel comune di Campolieto, ad un'altezza di 700 metri s.l.m. e alle coordinate geografiche 41°38′N 14°46′E.

## Dati climatologici
In base alla media trentennale di riferimento 1961-1990, la temperatura media del mese più freddo, gennaio, si attesta a +3,6 °C; quella del mese più caldo, agosto, è di +22,5 °C  .
| Campolieto         | Mesi | Mesi | Mesi | Mesi | Mesi | Mesi | Mesi | Mesi | Mesi | Mesi | Mesi | Mesi | Stagioni | Stagioni | Stagioni | Stagioni | Anno |
| Campolieto         | Gen  | Feb  | Mar  | Apr  | Mag  | Giu  | Lug  | Ago  | Set  | Ott  | Nov  | Dic  | Inv      | Pri      | Est      | Aut      | Anno |
| ------------------ | ---- | ---- | ---- | ---- | ---- | ---- | ---- | ---- | ---- | ---- | ---- | ---- | -------- | -------- | -------- | -------- | ---- |
| T. max. media (°C) | 6,5  | 8,0  | 11,0 | 15,0 | 19,5 | 24,2 | 27,8 | 28,3 | 23,9 | 17,6 | 12,3 | 8,9  | 7,8      | 15,2     | 26,8     | 17,9     | 16,9 |
| T. min. media (°C) | 0,8  | 1,0  | 3,4  | 6,2  | 10,0 | 14,0 | 16,3 | 16,7 | 13,8 | 9,8  | 5,9  | 2,9  | 1,6      | 6,5      | 15,7     | 9,8      | 8,4  |